# Японська груша
Груша японська або азійська (Pyrus pyrifolia; яп. 梨, наші) — рослина роду груш родини трояндових, що широко культивується у Східній Азії.

## Біоморфологічна характеристика
Висота стовбура дикої груші азійської 7–15 м. Культурні сорти, як правило, не перевищують 6 м. Гілочки пурпурово-брунатні або темно-брунатні, коли старі, ворсисті, коли молоді, незабаром стають голими. Листя: прилистки лінійно-ланцетні, 1–1.5 см, на краю ворсисті й цілі, вершина загострена; ніжка листка 3–4.5 см, спочатку запушена, потім гола; листова пластина 7–12 × 4–6.5 см, яйцювата-еліптична або яйцювата, молода гола або коричнево-тонко-шерстиста, основа закруглена або майже серце-подібна, рідко широко клиноподібна, край щетинисто-пилчастий, верхівка гостра. 
Китиця зонтикоподібна, 6–9-квіткова. Квітки японської груші мають 5 білих пелюсток. Діаметр квітів — 2.5–3.5 см. Чашолистки трикутної-яйцеподібної форми, ≈ 5 мм. Пелюстки яйцеподібні, 1.5–1.7 см, вершина округла. Тичинок 20, ≈ 1/2 довжини пелюсток. Форма плодів ± округла. Колір плодів коричнюватий з блідими крапками, але в культурі залежить від сорту (може бути світло-коричневим або жовтуватим зі світлими плямами).
Період цвітіння: квітень; період плодоношення: серпень.

## Середовище проживання
Природній ареал виду — південно-східна Азія: пд. Китай, Лаос, В'єтнам; натуралізований у Японії.
Населяє теплі дощові регіони; росте на висотах 100–1400 метрів.

## Сорти
Далекосхідні сорти груші азійської діляться на дві групи. Більшість культиварів відноситься до групи Akanashi (відрізняються жовто-коричневої шкіркою). Представники другої групи культиварів Aonashi мають жовто-зелену шкірку.
Деякі відомі на Далекому Сході культивари:
- 'Chojuro' (ja:長十郎, Японія, 1893) ('Akanashi')
- 'Kosui' (ja:幸水, Японія, 1959), ('Akanashi')
- 'Hosui' (ja:豊水, Японія, 1972) ('Akanashi')
- 'Imamuraaki' (ja:今村秋, Японія) ('Akanashi')
- 'Nijisseiki' (ja:二十世紀, Японія, 1898) ('Aonashi')
- 'Niitaka' (ja:新高, Японія, 1927) ('Akanashi')
- 'Okusankichi' (ja:晩三吉, Японія) ('Akanashi')
- 'Raja' (новий культивар) ('Akanashi')
- 'Shinko' (ja:新興, Японія, не пізніше 1941) ('Akanashi')
- 'Hwangkeum' (ko:황금, zh:黄金, Корея, 1984, 'Niitaka' x 'Nijisseiki')('Akanashi')

- На честь одного із сортів японської груші, нідзіссейкі (яп. 二十世紀, Nijisseiki — «20 сторіччя»), названо астероїд 16730 Нідзіссейкі.

## Інші назви
- Груша грушолиста;
- Азійська груша;
- Груша Насі (яп. 梨);
- Насі;

## Галерея

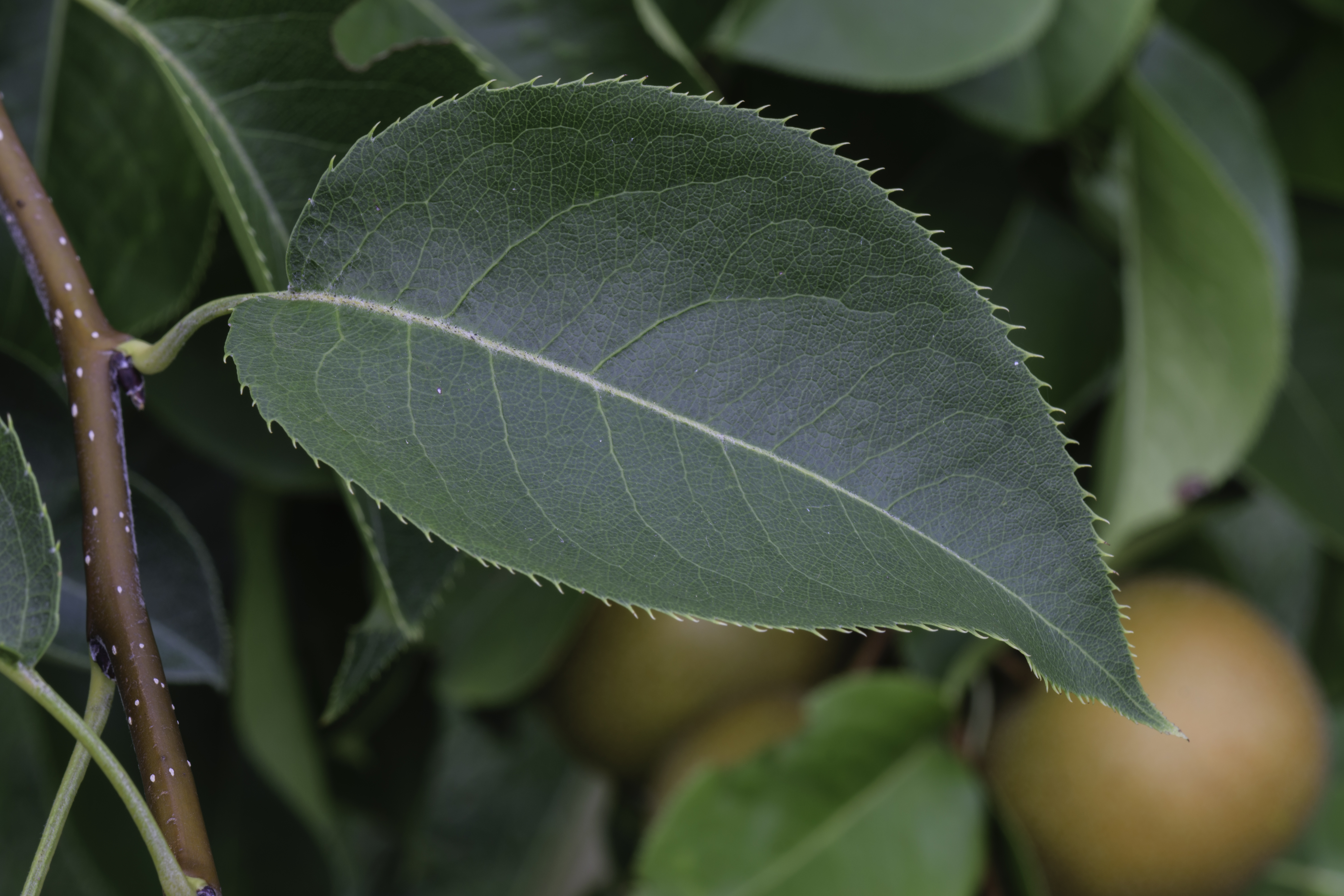
Листки Pyrus pyrifolia
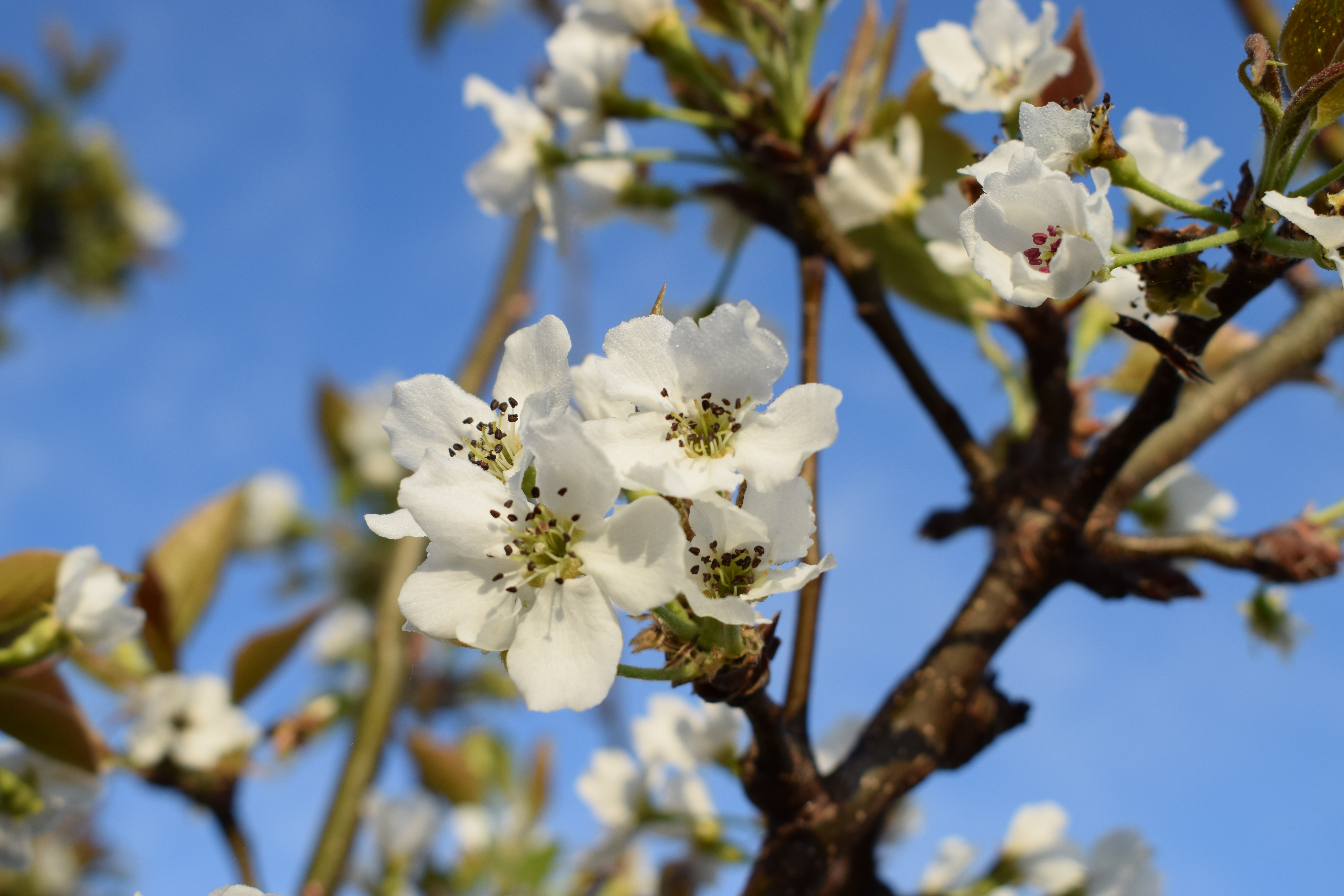
Квіти Pyrus pyrifolia
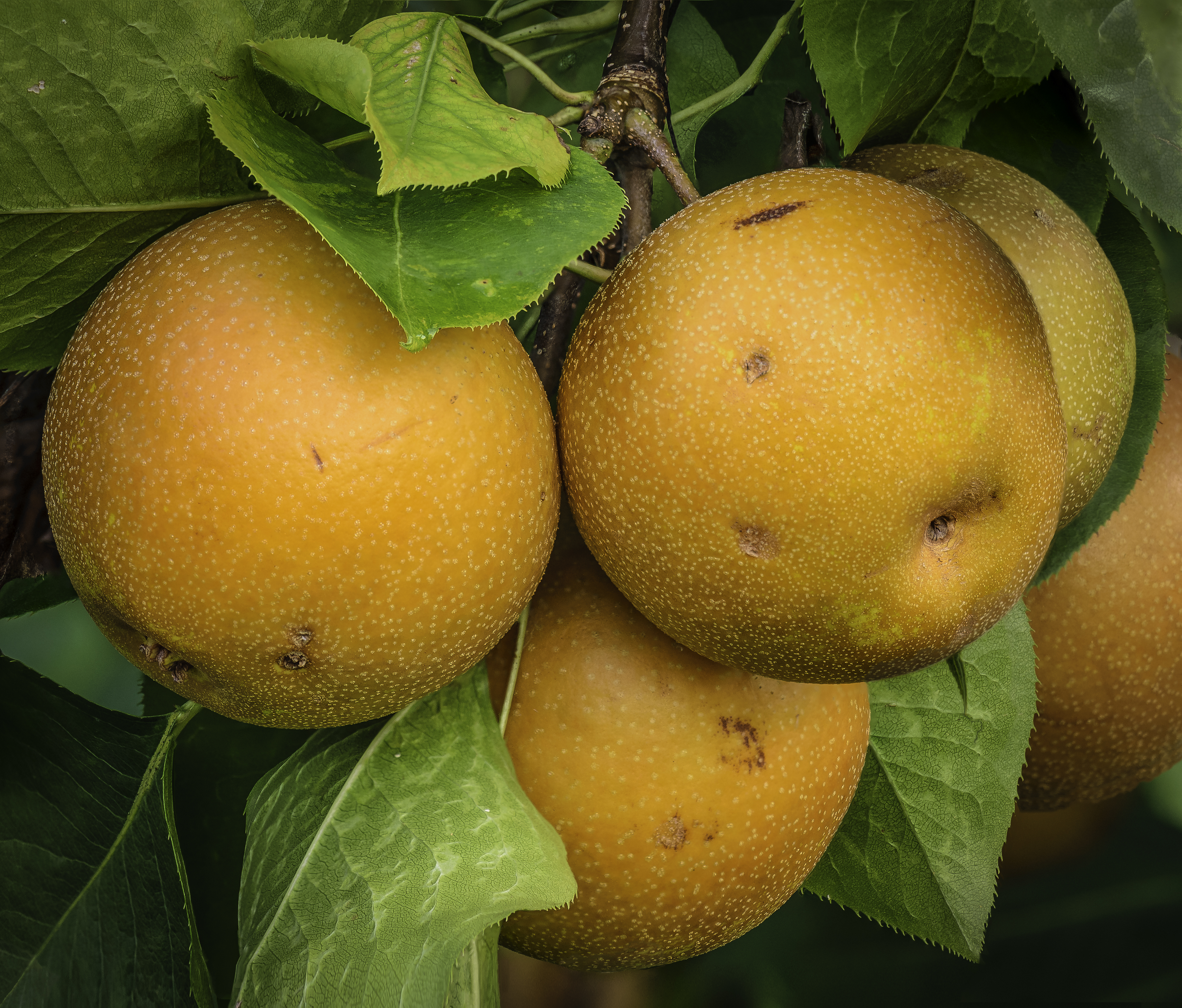
Плід сорту Pyrus pyrifolia "Raja", Вірджинія